# Завадський Веніамін Валер'янович
Веніамін Валер'янович Завадський (псевдонім В. Корсак; нар. 9 (22) вересня 1884, Таганрог, Область Війська Донського — пом. 12 липня 1944, Париж) — російський письменник, представник російської еміграції у Франції, чоловік хірурга і біолога Надії Добровольської.

## Життєпис
Дитинство пройшло у Псковській губернії у маєтку тітки та у Везенбергу та Вільянді Естляндської губернії, де його батько служив у суді. Навчався в гімназії в Таганрозі, закінчив гімназію у Воронежі.
Вступив на юридичний факультет Варшавського університету, але його не закінчив. До 1914 працював у страховому підприємстві.
Брав участь у Першій світовій війні. У кінці червня 1914 року мобілізований до лав армії (171-й піхотний Кобрінський полк 43-ї піхотної дивізії) як офіцер запасу. У листопаді того ж року отримав контузію голови під час боїв у Польщі та потрапив до полону. Спочатку знаходився в таборі для військовополонених у Мюндені, з лютого 1917 року переведений у табір у Галле, потім до Ешвеге, де знаходився до липня 1918 року.
Улітку 1918 повернувся до Росії. Був визнаний небоєздатним через стан здоров'я. Працював у радянських органах влади в Білорусі, служив у провінційному військовому комісаріаті, був писарем у повітовому місті Могильовської губернії, працював у відділі військових заготівель раднаргоспу. Переїхав до Гомеля.
1919 року поїхав до Києва для операції і залишився там. Після взяття міста частинами Збройними силами Півдня Росії вступив до Київського офіцерського полку Добровольчої армії Денікіна. Брав участь у наступі на Москву, відступив з білогвардійцями до Одеси. Звідти пораненим евакуйований на англійському судні до Єгипту.
Одружився з киянкою Надією Добровольською, відомим хірургом і науковцем в галузі генетики та онкології.
З 1922 року жив у Парижі. Почав писати мемуари та художні твори. Публікувався у виданнях «Останні новини», «Дні», «Росія і слов'янство». Співробітничав із Союзом російських письменників і журналістів у Франції. 1938 року виступав із лекцією у Російському трудовому християнському русі.
Православний. Належав до масонства, був членом російських лож союзу Великого Сходу Франції. Член «Мавп'ячої палати А. М. Ремізова» («Повпред Єгипетський»).

## Могила

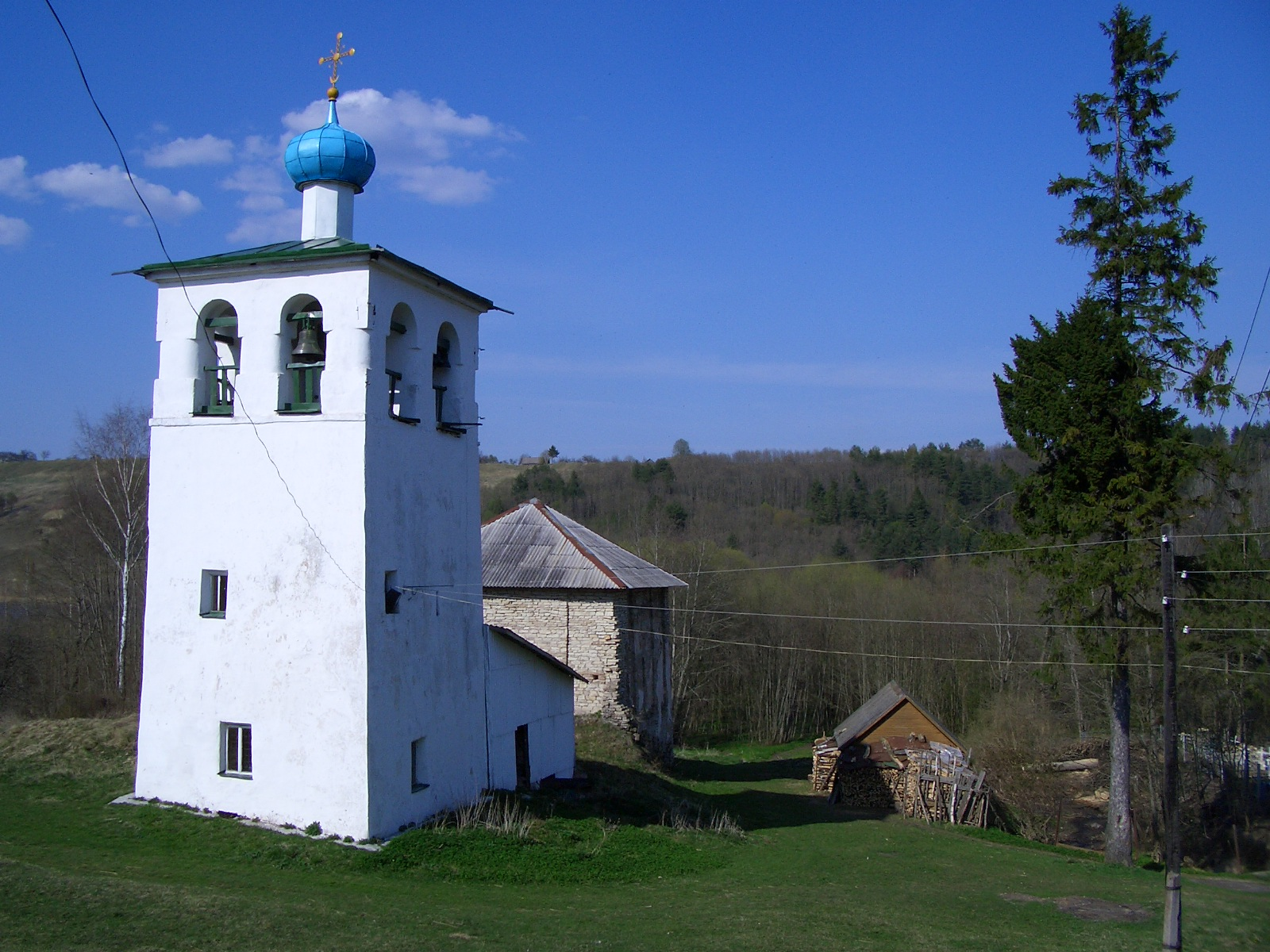
Дзвіниця Мальського монастиря, відтворена скульптором на могилі Веніаміна Завадського

Веніамін Завадський помер 1944 року, похований на цвинтарі Сент-Женев'єв-де-Буа (могила № 790). Пам'ятник замовлений його дружиною Надією Добровольською у скульптора Олександра Бенуа. Пам'ятник збудований у вигляді дзвіниці, яка є макетом дзвіниці монастиря поблизу села Мали неподалік від Ізборська. На задньому боці пам'ятника перелічені твори Завадського. У дзвіниці були дерев'яні дзвіночки.

## Творчість
Основні твори належать до мемуарів про громадянську війну в Росії, німецький полон. Пізніші романи художні, зображають життя емігрантів. Чотири останні романи видані його дружиною посмертно. Був популярний в емігрантському середовищі. Романи під псевдонімом В. Корсак виходили в Таллінні та Парижі. Ніна Берберова писала, що німці після вторгнення в Радянський Союз викупили всі тиражі книжок Корсака (декілька тонн) та розповсюджували їх на окупованих територіях. Рецензії на твори Завадського-Корсака писали російські письменники-емігранти Михайло Осоргін, Юрій Терапіано, та Марк Алданов, критики Юлій Айхенвальд, Модест Гофман, Петро Пільський.

### Твори (російською)
- Полон. Париж, «Джерело», 1927.
  - Перевидання: М., Детектив-пресс, 2009. ISBN 978-5-91039-026-7.
- Забуті. Париж, «Джерело», 1928.
- У червоних. Париж, 1930. 163 с.
- У білих. Париж, 1931. 172 с.
- Великий вихід [Архівовано 14 квітня 2016 у Wayback Machine.]. Париж, 1931.
- Жуки на сонці. 1932.
- Юра. 1935.
- Печатка. 1938. 335 с.
- У гостях у капітана. 1939.
- Рим. 1949.
- Один: роман з життя еміграції. 1951.
- Вдвох: роман з життя еміграції. 1951.
- З усіма разом. 1952.